# Twerza
Die Twerza (russisch Тверца) ist ein 188 km langer linker Nebenfluss der Wolga im europäischen Teil Russlands.

## Flusslauf
Die Twerza hat ihren Ursprung am südlichen Rand von Wyschni Wolotschok, wo sie über Kanäle mit dem Stausee Wyschnewolozkoje und dem Mstino-See verbunden ist. Über den Mstino-See, der der Quellsee der Msta ist, hat die Twerza so Anschluss über Msta, Ilmensee, Wolchow, Ladogasee und Newa an die Ostsee.
Zunächst fließt die Twerza in südlicher Richtung durch die Oblast Twer. Rund 5 km südwestlich von Spirowo unterquert sie die Fernstraße M10. Wenig später nimmt sie ihren größten Nebenfluss, die Ossuga auf. Kurz darauf erreicht sie Torschok. Nachdem sie die Stadt durchflossen hat, wechselt sie in östliche Richtungen.
Kurz nach der Einmündung des Logowesch erreicht sie den Ort Mednoje, wo sich ein Massengrab mit polnischen Opfern des Massakers von Katyn im Zweiten Weltkrieg befindet. Am 2. September 2000 wurde eine Gedenkstätte für die Opfer eingeweiht. Eine Gedenkstätte für sowjetische Opfer des NKWD, die in Mednoje hingerichtet wurden, ist geplant, kann aber wegen fehlender Finanzierung nicht fertiggestellt werden.
Wenig später erreicht die Twerza die Stadt Twer, wo sie in die Wolga einmündet.
Die Twerza wird hauptsächlich aus dem Abfluss des Wyschnewolozkoje und von Schneeschmelzwasser gespeist. Sie ist zwischen November/Anfang Januar bis in den späten März/April gefroren. Der Fluss ist durchschnittlich 45–90 m breit.